# Феррер Мальдонадо, Лоренцо
Лоренцо Феррер Мальдонадо (исп. Lorenzo Ferrer Maldonado; 1557, Берха, Испанская империя — 12 января 1625, Мадрид, Испанская империя) — это противоречивая фигура в истории навигации и морских открытий в период правления Филиппа II и Филиппа III. В своем отчете «Отчет об открытии пролива Аниан, который я, капитан Лоренцо Феррер Мальдонадо, совершил в 1588 году» он описывает, как он достиг нынешнего Берингова пролива через Северо-Западный проход. Этот рассказ, считавшийся до сих пор апокрифом, получает революционное толкование в свете недавних исторических исследований.

## Биография
Он родился в Берхе в 1557 году, а не в Гуадиксе, как это связывали до недавнего времени историки. Он был сыном доньи Инес де Мальдонадо и генуэзского торговца Хуана Феррера, который торговал различными товарами в регионе Альпухарра через порт Адра. Среди старых христиан того времени можно найти семью Феррер Мальдонадо, одну из богатых семей вирхитанского общества, владевшую несколькими имуществами, включая мельницу, земли и даже собственную часовню в церкви.

### Между Берхой, Гуадиксом и Гранадой
Отец Лоренцо Феррера был взят в плен во время мавританского восстания 1568 года и казнен 5 января 1569 года. Разрушения, вызванные конфликтом, вынудили всю семью Феррер Мальдонадо переехать в Гвадикс, где его экономическое положение ухудшилось. Чтобы улучшить свой уровень жизни, Лоренцо Феррер записался, чтобы иметь возможность участвовать в гонках в Лас-Вегасе.
По возвращении в Альпухарру королевские чиновники не признали мавританские переписи населения. Таким образом, Феррер Мальдонадо мог предпочесть сохранить инкогнито своего рождения. В 1584 году их мать получила благосклонность короля, что сделало их вершиной элиты репопуляторов. И Лоренцо, и его сестры считали свою мать причиной разрушения их имущества. В 1587 году Лоренцо женился в Гранаде на Беатрис де Монтьель и исчезает из Гвадикса, после чего он отправился в путешествие в Индию.
Он возвращается в Гранаду в 1589 году, полный богатства, поэтому он может позволить себе приобретать новые товары. Однако в 1590 году его судьба изменилась из-за финансовых трудностей, и он был вынужден продать свою часовню.

### Замешан в деле о подделке документов
Из-за перерыва в исследованиях Феррер посвятил себя картинам и каллиграфии, и его двоюродный брат, а также зять Педро Мальдонадо Торрес был замешан в деле о подделке документов. Судебный процесс, начатый в Гранаде, в конечном итоге закончился без проблем для обоих.